# Mysłowice Brzezinka
Mysłowice Brzezinka – stacja kolejowa w Mysłowicach, w dzielnicy Brzezinka; w województwie śląskim. Znajdują się na niej 2 perony. Zatrzymują się tutaj tylko pociągi osobowe.

## Ruch pasażerski
| Rok  | Wymiana pasażerska na dobę |
| ---- | -------------------------- |
| 2017 | 10-19                      |
| 2022 | 20-49                      |

Budynek dworcowy został wyburzony w październiku 2016 roku